# Le Monde de Nemo : Course vers l'océan
Le Monde de Nemo : Course vers l'océan (Finding Nemo: Escape to the Big Blue) est un jeu vidéo d'action sorti en 2006 et fonctionne sur Nintendo DS et Nintendo 3DS. Le jeu a été édité par THQ. Il est basé sur le film d'animation Le Monde de Nemo de Pixar.